# Infinity Mirror Room Fireflies on Water
Infinity Mirror Room Fireflies on Water est une installation réalisée par Yayoï Kusama en 2000 et conservée au musée des Beaux-Arts de Nancy.

## Description
Infinity Mirror Room fireflies on the water est une pièce cubique dans laquelle le spectateur rentre par une seule porte qu'il est invité à refermer. Le plafond est noir, le sol fait d'un bassin noir recouvert d'eau et traversé par une fine passerelle ; les murs sont des miroirs, et des dizaines de petites ampoules colorées sont suspendues au plafond.

## Inspiration et analyse
Pour Dossier de l'Art, en plus de l'impression de douce féérie que l'on ressent face à l'œuvre, celle-ci s'inscrit dans les productions de Yayoi Kusama qui visent à faire ressentir au spectateur l'immensité de l'espace, jusqu'à s'en oublier soi-même. Pour l'artiste elle-même, il faut plutôt y lire une représentation de la perdition, de l'absence de repères, une représentation concrète des hallucinations et de la folie. Celle-ci a eu l'inspiration pour cette oeuvre, ainsi que pour d'autres créations de sa carrière, lors d'un épisode hallucinatoire de son enfance où, après avoir regardé une nappe aux motifs de fleurs rouges, elle s'est mise à voir des points colorés partout, jusqu'à avoir l'impression de flotter, de perdre pied avec la réalité. Pendant un temps, le musée des Beaux-Arts de Nancy présentait le fait d'entrer dans cette pièce comme une manière de suivre le lapin blanc d'Alice au pays des Merveilles.

## Réception
Infinity Mirror Room Fireflies on Water est l'une des œuvres les plus populaires du musée ; c'est notamment celle qui est la plus photographiée par les visiteurs. Pour Marion Pacot, conservatrice, cela s'explique par la nature de l'œuvre, la seule immersive de l'institution, qui « a quelque chose de très spectaculaire et en même temps de généreux ».
Beaux-Arts Magazine note une forme de contradiction entre l’œuvre, qui « expose la fragilité du moi dans l'immensité du cosmos », et les habitudes de visite, caractérisées par l'acte narcissique d'y prendre une selfie.

## Historique d'exposition
Commandée par le centre national des arts plastiques pour le musée des Beaux-Arts de Nancy, la partie mobile de l'œuvre peut toutefois être prêtée ; c'est le cas notamment pour le Centre Pompidou-Metz en 2017-2018, qui a du recréer le cube et les miroirs sur place.

## Autres créations similaires
Il existe d'autres Infinity Mirror Room, créées sur le même principe mais avec des ampoules de couleurs différentes. L'une est notamment conservée à The Broad, un musée de Los Angeles, dans des conditions de visite beaucoup plus drastiques, puisque le visiteur est invité à ne pas rester plus de 45s dans la pièce. La dernière réalisée date de 2018, pour une exposition à la galerie Victoria Miro.
D'autres créations plus anciennes de Yayoï Kusama sont construites sur le principe de la salle fermée immersive aux murs recouverts de miroirs portent aussi le nom d'Inifinity Mirror Room, mais peuvent avoir des décors différents que les ampoules suspendues.